# Я купил мотоцикл-вампир
«Я купил мотоцикл-вампир» (англ. I Bought a Vampire Motorcycle) — британский фильм ужасов, чёрная комедия 1990 года с Нейлом Морриси и Амандой Ноар в главных ролях.

## Тэглайнфильма
The Sun: Just as silly as it sounds but twice as funny.

## Сюжет
Поздней глухой ночью, в полнолуние, на заброшенном кладбище автомобилей, байкер-оккультист вызывает злого духа. В этот момент конкурирующая банда убивает его. Умирающий оккультист поливает кровью бензобак своего мотоцикла и злой дух вселяется в механического коня. Байку кровь нравится значительно больше, чем бензин.
Через некоторое время мотоцикл покупает молодой человек из Бирмингема по имени Нодди и приводит его в рабочее состояние. Вскоре вокруг него начинают происходить загадочные убийства, в результате которых жертвы оказываются без голов. Оказывается, байк показывает свою истинную природу, начнет мстить банде байкеров и убивать всех, кто будет вставать у него на пути. Мотоцикл работает только по ночам и питается кровью своих седоков.
Фильм отличается крайне низким художественным вкусом, что не мешает просмотру. Пародия на арсенал фильмов ужасов и фильмов про байкеров того времени, относится к категории низкобюджетных фильмов.

## В ролях
- Нейл Морриси — Нодди
- Аманда Ноар — Ким
- Майкл Элфик[англ.] — инспектор Клевер
- Энтони Дэниелс — священник
- Эндрю Пауэлл — «Ёжик»